# Alfonso Barrantes Lingán

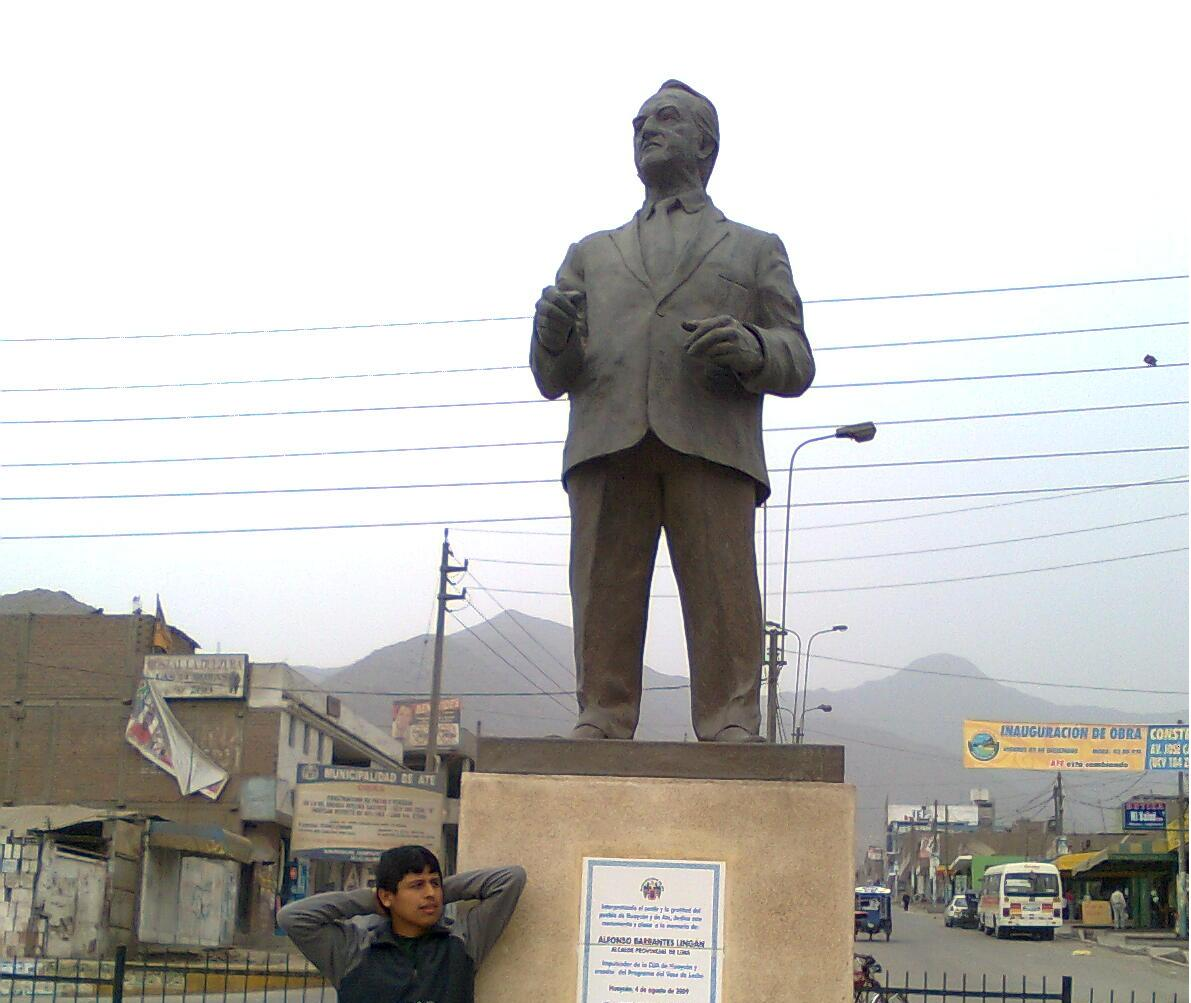
Pomnik Alfonso Barrantesa Lingána w Huaycán

Alfonso Barrantes Lingán (ur. 27 listopada 1927, zm. 2 grudnia 2000) – peruwiański polityk, najbardziej aktywny w latach 80.
Urodził się w Cajamarca, w Peru w 1927. Związany był ze Zjednoczoną Lewicą, alkad Limy od 1984 do 1986. Startował w wyborach prezydenckich w 1985 zajmując drugą pozycję. Został pokonany przez Alana García.
W czasie, gdy był alkadem nazywano go "El Frejolito" (Mała Fasolka) i znany był z kampanii jednej szklanki mleka dla każdego dziecka w Limie dziennie.
Umarł w Hawanie, na Kubie w 2000.